# Here Comes Cookie
Here Comes Cookie is een Amerikaanse filmkomedie uit 1935 onder regie van Norman Z. McLeod.

## Verhaal
Gracie is de dochter van een rijke zakenman. Haar vader schenkt haar tijdelijk zijn fortuin, omdat een op geld beluste rokkenjager op zijn andere dochter aast. Gracie verandert hun villa ogenblikkelijk in een pension voor behoeftige artiesten.

## Rolverdeling
| Acteur          | Personage           |
| --------------- | ------------------- |
| George Burns    | George Burns        |
| Gracie Allen    | Gracie Allen        |
| George Barbier  | Harrison Allen      |
| Betty Furness   | Phyllis Allen       |
| Andrew Tombes   | Botts               |
| Rafael Storm    | Ramon del Ramos     |
| James Burke     | Broken-Nose Reilly  |
| Lee Kohlmar     | Mijnheer Dingledorp |
| Milla Davenport | Mevrouw Dingledorp  |
| Harry Holman    | Stuffy              |
| Frank Darien    | Clyde               |
| Jack Powell     | Drummer             |
| Irving Bacon    | Thompson            |